# Wilhelm Hoen
Wilhelm Hoen (* um 1539 in Dillenburg; † 7. November 1602 in Herborn) war Magister und Herborner Stadtschreiber.

## Biografie
Wilhelm Hoen, der älteste um 1539 geborene Sohn Jost Hoens, kehrte nach Beendigung seines Studiums an der Universität Wittenberg in seine Heimatstadt zurück. An der Dillenburger Lateinschule wirkte er ab Ostern 1562 als Unterschulmeister mit 52 Gulden Jahresbesoldung. Oberschulmeister war damals Magister Johannes Pistorius von Biedenkopf, genannt Johannes Bidencap. 
Am 25. August 1566 verlegte Wilhelm Hoen sein Tätigkeitsfeld nach Siegen, wo er die Stelle eines Landschreibers übernahm. In dieser ist er noch für die Jahre 1577 und 1579 bezeugt. Dann ging er, wohl auf Veranlassung seines Schwiegervaters, des seitherigen Herborner Stadtschreibers Jost Behr, mit dessen Tochter Güta (Güthe, Gütgin) er sich 1569 in Dillenburg (Dillenburger Bürgermeisterrechnungen 1569/70) verheiratet hatte, 1582 nach Herborn, um an dessen Stelle zu treten. Wilhelm Hoen starb am 7. November 1602. Als Nachfolger in der Stellung eines Herborner Stadtschreibers erscheint dann unter dem 23. Juni 1603 Wilhelm Hoens um 1576 geborener Sohn, Andreas Jakob. Mit diesem Zweig der Familie Hoen begann jene Reihe Herborner Stadtschreiber, deren Nachkommen noch lange in den verschiedenen Dienststellen bezeugt sind.

## Nachkommen

### Kinder
Von Wilhelm Hoens Kindern sind bekannt
- der um 1576 geborenen Andreas Jakob,
- die um 1570/71 geborene Anna Maria und
- ihre um 1589 geborene Schwester Catharina.

Anna Maria heiratete am 14. September 1589 (vgl. Traubuch Herborn) den Herborner Magister Johannes Gottsleben und Catharina den nach 1632 verstorbenen Pfarrer in Kölschhausen/Kreis Wetzlar Johannes Geysius. Aus Catharinas Ehe stammen Anna Maria, die Frau des Herborner Bürgers Walter Lott, und der spätere Herborner Diakon Johann Heinrich Geysius. Catharina Geysius, geborene Hoen, wurde – wohl nach 1635 – die zweite Frau des Heimbergers Johannes Pulver in Sinn und starb am 14. April 1675 im Alter von 86 Jahren (Totenbuch Herborn u. Steubing, Topographie der Stadt Herborn, S. 188). Andreas Jakob Hoen besuchte das Herborner Pädagogium und anschließend von 1594 bis 1599 die damals von Herborn nach Siegen verlagerte Hohe Schule Johannea. Als Siegen von einer länger andauernden Pest überzogen und der Lehrbetrieb der Hohen Schule ganz eingestellt wurde, reiste er mit seinen Vettern Anton (II.) und Philipp Heinrich Hoen 1597 nach Jena und immatrikulierte sich an der dortigen Universität. In Speyer wurde er zum kaiserlichen Notar ernannt und heiratete am 4. Dezember 1600 Margarethe Stöver, Tochter des Hilchenbacher und Ferndorfer Pfarrers Johann Georg Stöver. Nach dem Tod seines Vaters übernahm Andreas Jakob am 23. Juni 1603 dessen Stelle als Herborner Stadtschreiber, die er selbst bis zu seinem Lebensende am 4. Juli 1652 versah. Zum Angedenken setzte Andreas Jakob seinen Eltern Wilhelm und Güta Hoen eine gusseiserne Grabplatte, die noch heute an der Innenseite der Mauer des alten Friedhofs in Herborn – in der Nähe des Leonhardsturms – erhalten ist.

### Enkelkinder
- Familie Johannes und Anna Maria Gottsleben: Matthias, Johann Bernhard, Andreas Jacobus, Margarete, verheiratete Rücker, und Jodocus Wilhelm.
- Familie Johannes und Catharina Geysius: Anna Maria, verheiratete Lott, und Johann Heinrich.
- Familie Andreas Jacob und Margarethe Hoen: Katharina heiratete um 1625 den gräflichen Rat und Sekretär Hinrich (II.) Moller (vom Hirsch). Magdalena war verheiratet mit dem Herborner Arzt und Mathematiker Albert Friedrich Cnopsius.